# Dilophus crinitus
Dilophus crinitus är en tvåvingeart som först beskrevs av Hardy 1951.  Dilophus crinitus ingår i släktet Dilophus och familjen hårmyggor. Inga underarter finns listade i Catalogue of Life.